# Parafia Trójcy Przenajświętszej w Słupcu
Parafia Trójcy Przenajświętszej w Słupcu – parafia rzymskokatolicka, znajdująca się w diecezji tarnowskiej, w dekanacie Szczucin.